# Ronald Barnes
Ronald Barnes (Rio de Janeiro, 1º gennaio 1941 – New York, 13 dicembre 2002) è stato un tennista brasiliano.

## Carriera
A livello giovanile ha raggiunto la finale del singolare ragazzi al Torneo di Wimbledon 1959 uscendone però sconfitto.
Nel circuito principale il risultato migliore è la semifinale raggiunta durante gli U.S. National Championships 1963, vanta anche un quarto di finale raggiunto agli Internazionali di Francia 1946 dove ha sconfitto i ben più quotati australiani Tony Roche e Fred Stolle.
Ha rappresentato la sua nazione ai Giochi panamericani dove nel 1963 ha conquistato due medaglie d'oro, oltre che in Coppa Davis. Con la squadra brasiliana ha disputato un totale di trentatré incontri vincendone sedici.